# Schistostephium griseum
Schistostephium griseum là một loài thực vật có hoa trong họ Cúc. Loài này được (Harv.) Hutch. miêu tả khoa học đầu tiên.